# Bacanius permirus
Bacanius permirus är en skalbaggsart som först beskrevs av Sylvain Auguste de Marseul 1879.  Bacanius permirus ingår i släktet Bacanius och familjen stumpbaggar. Inga underarter finns listade i Catalogue of Life.